# Northern Fury FC
Der Northern Fury Football Club (kurz Northern Fury FC) ist ein Fußballverein aus der ostaustralischen Stadt Townsville im Bundesstaat Queensland, dessen Erste Mannschaft zwei Spielzeiten in der A-League bestritt. Seit 2013 spielt der Verein in der National Premier League Queensland.

## Geschichte
Bereits zur Saison 2007/08 gab es erstmals eine Bewerbung von Townsville um einen Platz in der A-League, nachdem den New Zealand Knights die Lizenz entzogen worden war. Ein Konsortium mit dem Namen Tropical Football bewarb sich um den freigewordenen Platz. Der australische Verband bevorzugte es allerdings, weiterhin eine Mannschaft aus Neuseeland am Spielbetrieb teilnehmen zu lassen und erteilte die Lizenz letztlich Wellington Phoenix.
Ein Jahr später gab es eine erneute Bewerbung die unter dem Namen Northern Thunder (teilweise auch North Queensland Thunder) lief und einen Einstieg zur Saison 2008/09 vorsah. Kurz vor der Aufnahmeentscheidung zog sich die wichtigste Geldgeberin vom Projekt zurück und eine Woche später lehnte der Verband die Aufnahme „im Interesse des Wettbewerbs“ erneut ab.
Für die folgende Spielzeit lagen insgesamt zehn Bewerbungen vor, darunter zwei aus Townsville. Neben einer Kandidatur unter Führung des Geschäftsmanns Don Matheson, die als Nachfolgekandidatur der abgelehnten Northern-Thunder-Bewerbung galt, bewarb sich auch ein Konsortium unter dem Vorsitz der Geschäftsfrau Milissa Fischer, die sich wenige Monate zuvor von Northern Thunder zurückzog. Am 24. Juli erhielt das Konsortium um Matheson eine provisorische Lizenz, und einen Monat später wurde die Aufnahme endgültig bestätigt.
Am 6. November 2008 wurde der Klubname North Queensland Fury FC bekannt gegeben.
In der ersten Saison in der A-League gab es einige Probleme. So war der Zuschauerschnitt nicht sehr hoch, und es entstanden finanzielle Probleme, weshalb nach der ersten Saison die Verträge von allen Spielern aufgelöst wurden. Auch sportlich lief es nicht gut. Vor der zweiten Saison änderten sich die Besitzverhältnisse, und František Straka wurde neuer Trainer. Einige Spieler aus der ersten Saison bekamen nun wieder Verträge, aber die Mannschaft wurde komplett umgebaut und mit eher unbekannten Spielern ergänzt, weshalb North Queensland Fury als großer Außenseiter in der Liga galt.
Ende 2012 wurde der Verein wieder ins Leben gerufen und in Northern Fury FC umbenannt. Jedoch bleiben das Logo und die Vereinsfarben bestehen. 2013 ging man in der National Premier League Queensland an den Start. Trainer des neuen Teams war zunächst der ehemalige Spieler Gareth Edds.

## Ehemalige Spieler
Eine komplette Auflistung aller in Pflichtspielen eingesetzten Spieler von ist unter Liste der Spieler von North Queensland Fury verfügbar.